# Quận Price, Wisconsin
Quận Price là một quận thuộc tiểu bang Wisconsin, Hoa Kỳ.
Quận này được đặt tên theo. Theo điều tra dân số của Cục điều tra dân số Hoa Kỳ năm 2000, quận có dân số người. Quận lỵ đóng ở Philips.

## Lịch sử
Quận Price đã được lập ra vào ngày 3 tháng 3 năm 1879, khi Thống đốc bang Wisconsin William E. Smith ký kết luật tạo ra quận. Quận sau đó được tổ chức vào năm 1882. William T. Price (1824–1886), người được quận đặt tên theo, là Chủ tịch Thượng viện Wisconsin và là một người khai thác gỗ sớm ở quận Price; Sau đó ông được bầu vào Quốc hội Hoa Kỳ. Quận được thành lập từ các vùng của quận  Chippewa và Lincoln.
Người định cư da trắng đầu tiên trong nơi nay là quận giờ là quận Price là đại tá Isaac Stone, người sống ở bên sông Spirit vào năm 1860 để tham gia vào việc chế biến gỗ

## Địa lý
Theo Cục điều tra dân số Hoa Kỳ, quận có tổng diện tích 1.278 dặm vuông (3.310 km2), trong đó 1.254 dặm vuông (3.250 km2) là đất và 24 dặm vuông (62 km2) (1,9%) là nước. [Điểm tự nhiên cao nhất ở Wisconsin, Timms Hill ở 1.951 feet (595 m), nằm ở Price County.

### Thông tin nhân khẩu
Tháp tuổi dân cư quận theo kết quả điều tra dân số năm 2000.